# 徳島県観光協会
一般財団法人徳島県観光協会（とくしまけんかんこうきょうかい）は、徳島県の外郭団体。徳島県の観光事業を行っている。元国土交通省所管。

## 沿革
- 1954年 社団法人徳島県観光協会を設立。
- 1967年 財団法人徳島県観光開発公社を設立。
- 1992年 社団法人徳島県観光協会と組織統合し、財団法人徳島県観光協会と改名。
- 2013年 一般財団法人徳島県観光協会へ移行認可。

## 事業内容
- 観光振興事業

徳島県の観光振興や誘客促進のため、協会の自主事業や県からの受託事業を実施。
- コンベンション事業

徳島県のコンベンション振興のため、コンベンションの誘致や支援を推進。
- 県立施設の管理運営事業

産業観光交流センター「アスティとくしま」、男女共同参画交流センター「フレアとくしま」のホール、研修室等を利用に供する業務等、｢渦の道｣と大鳴門橋架橋記念館「エディ」の管理運営業務等。

## 所在地等
- 所在地 〒770-8055 徳島県徳島市山城町東浜傍示1-1